# Альварес де Толедо-и-Осорио, Гарсия
Гарсия Альварес де Толедо Осорио (исп. García de Toledo Osorio: 29 августа 1514, Вильяфранка-дель-Бьерсо, Леон — 31 мая 1577, Неаполь) — испанский военный и политик, 4-й маркиз Вильяфранка (1567—1577), 1-й герцог Фернандина и 1-й принц Монтальбан.

## Биография
Родился 29 августа 1514 года в Вильяфранка-дель-Бьерсо, провинция Леон. Второй сын Педро Альвареса де Толедо-и-Суньиги (1484—1553), вице-короля Неаполя (1532—1553), и Марии Осорио-и-Пиментель (1498—1539), 2-й маркизы Вильяфранка, внук Фадрике Альвареса де Толедо и Энрикеса, 2-го герцога Альба.
Он начал службу по приказу Андреа Дориа на галерах Неаполя, владея двумя кораблями. В 1535 году он уже был генералом шести галер и отличился в Тунисском дне против османского корсара Барбароссы, в котором участвовал в битвах при Ла-Голете, Алжире, Сфаксе, Келибии и Махдии, в результате которых король Карлос I Испания пожаловала ему звание генерал-капитана галер Неаполя.
В 1541 году во время неудачного Алжирского похода против Барбароссы, он входил в состав испанской эскадры и командовал пятью галерами в Неаполе.
Он был генерал-капитаном экспедиции в Османскую Грецию и генерал-капитаном на море. Этот титул был присвоен ему в 1544 году после победы над Барбароссой. Также занимал должности генерал-полковника от пехоты Неаполитанского королевства, вице-короля Сицилии (1564—1566) и вице-короля Каталонии (1558—1564).
Завоевание Пеньон-де-Велес-де-ла-Гомера в 1564 году, предприятие, которое считалось невозможным, и освобождение острова Мальта в 1565 году принесло ему уступку королем Испании Фелипе II герцогства Фернандина и княжества Монтальбан 24 декабря 1569 года.
В 1569 году после смерти своего старшего брата, Фадрике Альвареса де Толедо и Осорио (1510—1569), 3-го маркиза Вильяфранка-дель-Бьерсо (1539—1569), не имевшего детей, Гарсия де Толедо и Осорио унаследовал титул 4-го маркиза Вильяфранка-дель-Бьерсо.

## Смерть
Гарсия Альварес де Толедо скончался в Неаполе 31 мая 1577 года в возрасте шестидесяти четырех лет и был похоронен в церкви Сан-Джакомо-дельи-Спаньоли.

## Семья
Гарсиа Альварес де Толедо Осорио женился в Неаполе 5 апреля 1536 года на Виктории Колонна де Арагон, дочери Асканио Колонны, 2-го герцога Палиано, и Джованны де Арагон (1502—1575). Дети:
- Педро Альварес де Толедо Осорио (6 сентября 1546 — 17 июля 1627), 5-й маркиз Вильяфранка-дель-Бьерсо и гранд Испании, женат на Эльвире де Мендоса.
- Мария Альварес де Толедо Осорио, жена Фадрике Альварес де Толедо и Энрикес де Гусман, 4-го герцога Альба-де-Тормес (1537—1585)
- Хуана Альварес де Толедо Осорио, замужем за Бернардино Пиментелем Энрикесом, 3-м маркизом Тавара (ок. 1560—1600)
- Ана Альварес де Толедо Осорио (? — 15 января 1596), вторая жена Гомеса Давила-и-Толедо, 2-го маркиза Велада (? — 1616)
- Леонор Альварес де Толедо Осорио (март 1553 — 11 июля 1576), замужем за своим двоюродным братом Педро де Медичи, младшим сыном 2-го герцога Флорентийского и 1-го великого герцога Тосканы Козимо I де Медичи, и Леонор Альварес де Толедо-и-Осорио, сестры ее отца.
- Инес Альварес де Толедо Осорио, жена Хуана Пачеко Осорио, 2-го маркиза Серральбо (? — 1592).

Внебрачные дети:
- Фадрике Альварес де Толедо, сеньор ди Гайпули
- Делия де Толедо, монахиня-кармелитка монастыря Санта-Клара в Неаполе.